# Parma oligolepis
Parma oligolepis är en fiskart som beskrevs av Gilbert Percy Whitley 1929. Parma oligolepis ingår i släktet Parma och familjen Pomacentridae. Inga underarter finns listade i Catalogue of Life.